# Aphnaeus propinquus
Aphnaeus propinquus är en fjärilsart som beskrevs av Holland 1893. Aphnaeus propinquus ingår i släktet Aphnaeus och familjen juvelvingar. Inga underarter finns listade i Catalogue of Life.